# Uno (taneční skupina)
Uno byla československá taneční skupina. Vznikla v roce 1987 a zpočátku ji tvořili absolventi tanečního oddělení z Pražské konzervatoře. V čele souboru stál jeho umělecký vedoucí Richard Hes. Vystoupení taneční skupiny natáčela i televize a několikrát uskupení vystupovalo v zahraničí – ve Švýcarsku a v Německu.
Mezi členy skupiny například patřili:
- Marcela Karleszová (vystupovala i v muzikálu Dracula v roli Krvinky)[1]
- Leona Qaša Kvasnicová[2]
- Richard Genzer[3]
- Jan Révai[4]